# Vera Volkova
Pour les articles homonymes, voir Volkova.
Vera Volkova (en russe : Bepa Boлкoвa), née le 31 mai 1905 à Tomsk sous l'Empire russe et morte le 5 mai 1975 à Copenhague au Danemark, est une danseuse de ballet et une professeure de danse russe.

## Biographie

### Formation
Née dans une base militaire près de Tomsk, Vera Volkova s'est formée à l'école de ballet russe Akim Volynsky de Petrograd avec Maria Romanova (la mère de Galina Oulanova). Elle étudie également  avec la célèbre maîtresse de ballet russe Agrippina Vaganova. On attribue à Vera Volkova la vulgarisation de la méthode Vaganova en Occident.

### Danseuse
Vera Volkova danse professionnellement avec divers ensembles tels que le Théâtre mariinsky(1925-1929) et le Flying Russian Ballet avant de faire défection en 1929 à Shanghai car elle espérait pouvoir rejoindre les Ballets Russes de Diaghilev. En apprenant sa mort, elle décide d'y rester et dance avec George Goncharov. C'est là qu'elle rencontre son futur mari, Hugh Finch Williams, architecte anglais, au cours d'une soirée.
Vera Volkova travaille brièvement avec Olga Preobrajenskaïa à Paris,puis part au Royaume-Uni en 1937, après son mariage, où elle est naturalisée britannique. Elle rejoint la compagnie de ballet de Mona Inglesby en 1941.

### Enseignement
En 1943, Vera Volkova abandonne la danse et ouvre un studio de danse à Londres, d'abord à Knightsbridge puis dans le West End. Margot Fonteyn commence à prendre des leçons de danse avec elle. Devant son succès, Ninette de Valois l'invite ensuite à enseigner la danse au Royal Ballet (1943 to 1950) et à la Royal Ballet School de Londres, formant certains des principaux danseurs anglais du XXe siècle.
Elle enseigne également à l'école de ballet de La Scala de Milan en tant que conseillère en 1950.
Elle devient enseignante titulaire du Ballet royal danois en 1951 sur invitation d'Harald Lander, formant à nouveau certains des plus grands danseurs de l'école,,,,.

## Élèves
- Carla Fracci, ancienne directrice du théâtre italien La Scala
- Alicia Alonso, cubaine Prima Ballerina Assoluta et fondatrice du Ballet national cubain
- Erik Bruhn, ancien principal du Ballet royal danois[10]
- Henry Danton, ancien soliste du Royal Ballet
- Rudolf Noureev, danseur et chorégraphe[4],[10]
- Margot Fonteyn, Prima Ballerina Assoluta anglaise du Royal Ballet[1],[4],[10]
- Henning Kronstam, ancien directeur du Ballet royal danois[10]
- Dame Gillian Lynne, ancienne directrice du Royal Ballet, aujourd'hui chorégraphe de théâtre musical
- Peter Martins, ancien directeur du Royal Danish Ballet et du New York City Ballet
- Sir Peter Wright, ancien danseur principal et directeur artistique du Birmingham Royal Ballet
- Eva Evdokimova, danseuse internationale, reconnue comme Prima Ballerina Assoluta
- John Neumeier, danseur et chorégraphe[11]
- Sir Kenneth MacMillan, directeur artistique du Royal Ballet de Londres entre 1970 et 1977[6]